# 4 x 400 meter stafett för damer i friidrott vid olympiska sommarspelen 1996
4 x 400 meter stafett för damer vid olympiska sommarspelen 1996 i Atlanta avgjordes den 3 augusti.

## Medaljörer
| Gren          | Guld                                                                                              | Guld    | Silver                                                                      | Silver  | Brons                                                                 | Brons   |
| 4 x 400 meter | USA · Rochelle Stevens · Maicel Malone-Wallace · Kim Graham · Jearl Miles-Clark · Linetta Wilson* | 3.20,91 | Nigeria · Olabisi Afolabi · Fatima Yusuf · Charity Opara · Falilat Ogunkoya | 3.21,04 | Tyskland · Uta Rohländer · Linda Kisabaka · Anja Rücker · Grit Breuer | 3.21,14 |

## Resultat

### Final
| Placering | Land      | Löpare                                                                             | Final   | Bana |
| --------- | --------- | ---------------------------------------------------------------------------------- | ------- | ---- |
|           | USA       | • Rochelle Stevens • Maicel Malone • Kim Graham • Jearl Miles                      | 3.20,91 | 3    |
|           | Nigeria   | • Bisi Afolabi • Fatima Yusuf • Charity Opara • Falilat Ogunkoya                   | 3.21,04 | 6    |
|           | Tyskland  | • Uta Rohländer • Linda Kisabaka • Anja Rücker • Grit Breuer                       | 3.21,14 | 3    |
| 4.        | Jamaica   | • Merlene Frazer • Sandie Richards • Juliet Campbell • Deon Hemmings               | 3.21,69 | 8    |
| 5.        | Ryssland  | • Tatjana Tjebikina • Svetlana Gontjarenko • Jekaterina Kulikova • Olga Kotljarova | 3.22,22 | 2    |
| 6.        | Kuba      | • Idalmis Bonne • Julia Duporty • Surella Morales • Ana Fidelia Quirot             | 3.25,85 | 4    |
| 7.        | Tjeckien  | • Nadezda Kostovalova • Ludmila Formanova • Helena Fuchsova • Hana Benesova        | 3.26,99 | 7    |
| 8.        | Frankrike | • Francine Landre • Viviane Dorsile • Evelyne Elien • Elsa de Vassoigne            | 3.28,46 | 1    |

### Icke-kvalificerade
| Placering | Land                     | Löpare                                                                           | Försök       |
| --------- | ------------------------ | -------------------------------------------------------------------------------- | ------------ |
| —         | Storbritannien           | • Phylis Smith • Allison Curbishley • Donna Fraser • Georgina Oladapo            | 3.28,13      |
| —         | Ukraina                  | • Viktorija Fomenko • Ljudmila Kosjtjej • Jana Manujlova • Olga Moroz            | 3:28.16      |
| —         | Australien               | • Lee Naylor • Kylie Hanigan • Melinda Gainsford-Taylor • Renee Poetschka        | 3:33.78      |
| —         | Saint Kitts och Nevis    | • Bernadeth Prentice • Diane Francis • Valma Bass • Tamara Wigley                | 3:35.12 (NR) |
| —         | Antigua och Barbuda      | • Dine Potter • Sonia Williams • Charmaine Thomas • Heather Samuel               | 3:44.98      |
| —         | Indien                   | • Beenamol Mathew • Rosakutty Kunnath Chacko • Jyotirmoyee Sikdar • Shiny Wilson | DSQ          |
| —         | Amerikanska Jungfruöarna |                                                                                  | DNS          |